# 미시마 야타로
미시마 야타로(일본어: 三島 弥太郎, 1867년 5월 4일~1919년 3월 7일)는 일본 제국의 은행가다. 작위는 자작.
도쿠토미 로카의 소설 『불여귀』의 등장 인물인 가와시마 다케오의 모델이 된사람이며 일본인 최초로 올림픽에 참여한 육상 선수 미시마 야히코의 형이다.

## 생애
1867년 5월에 사쓰마국 가고시마군(현 가고시마현 가고시마시)에서 태어났다. 1872년 어머니와 두 여동생과 함께 도쿄로 이주했다. 다음 해에 간다오가와마치 학교에 입학했다가 그 후 나카무라 마사나오가 운영하던 사숙 도진샤 분교에 다니며 보통학과 영어를 배웠다. 1875년 2월에는 곤도 마코토의 사숙에서도 수학했다.
1877년 아버지의 근무지 때문에 야마가타로 이사를 갔으며 1879년 9월 야마가타현 사범학교 소학사범과에 입학했다. 1881년 10월에 졸업한 뒤 부속 소학교에서 조교원으로 근무를 시작했지만 2개월 뒤에 사직하고 특별위로금을 받았다.
1883년 2월부터 도쿄 제국대학(현 도쿄 대학) 교사 콕스로부터 영어를 배웠고 9월엔 고마바 농학교에 입학했다. 입학 당시 성적은 차석이었으며 학교 시험 때 수석도 몇 차례 경험했다. 9월에 정부 유학생으로 선발돼 미국에 갔다. 1885년 9월 매사추세츠 대학교 애머스트에 2학년으로 편입해 농정학을 배웠으며 1888년 6월에 졸업했다. 이후 9월에 뉴욕을 출발하여 10월에 귀국했는데 그 달에 아버지가 사망했다.
12월부터 홋카이도청에서 기사보로 근무하다가 1889년에 사임한 뒤 4월에 다시 미국으로 갔다. 6월에 코넬 대학교 대학원에 입학해 해충학을 배웠으며 1890년 6월 석사 학위를 받았다. 이후 대학원 연구생이 되어 해충 연구를 이어갔지만 12월 신경통이 발병해 자퇴했다.
이후 유럽 각국을 순방한 뒤 1892년 2월 귀국했다. 귀국 후에는 농상무성과 체신성의 촉탁을 받고 조사 연구에 종사했다. 1893년 결혼을 한 뒤 체신성 비서관실에서 근무했다. 하지만 1895년 아내가 결핵 증세를 보이자 이혼했다. 첫 번째 아내와는 금방 이별했지만 미시마는 죽을 때까지 그의 사진을 가지고 있었다고 한다. 같은 해 11월 두 번째 결혼을 했으며 1897년 1월 장남 미시마 미치하루가 태어났다. 7월에 제2회 백자남작의원 선거에서 당선돼 귀족원 의원이 되었다. 11월에 귀족원 내 최대 회파인 연구회에 가입했으며 의원 생활을 하면서 금융업에 깊이 관여하기 시작했다.
가쓰라 다로의 후원을 받아 1901년 4월 연구회 상무위원이 되었고 1902년 1월엔 귀족원 예산위원이 되었다. 1907년 아버지가 만든 별장을 황실에 헌상했다. 이는 시오바라 어용저가 되어 황족들의 피서 장소로 애용되었으며 전후에는 후생성에 하사돼 시각 장애인들을 위한 시설이 되었다.
1908년 요코하마 쇼킨 은행의 이사가 되었고 1911년엔 행장이 되었다. 1913년에 출범한 제1차 야마모토 내각에 대장상으로 입각할 것을 권유받았지만 거절했다. 그 대신 2월에 일본은행 총재로 취임했다. 미시마는 처음엔 이사 기무라 세이시로 등에게 업무를 일임했지만 러일 전쟁 이후 심화된 재정 적자를 극복하기 위해 부총재 이노우에 준노스케와 함께 활약을 펼쳤다. 콜카타, 하얼빈시, 샌프란시스코 등에 출장소나 분점을 개설하고 일불은행 창설을 기획한 뒤 호혜적 업무제휴관계를 맺었다.
1918년 2월 임기 5년을 끝낸 뒤 재임하여 2차 임기를 시작했다. 제1차 세계 대전이 한창일 때 수출이 증가해 경기가 활황을 띠자 국고잉여금과 특별국채공모자금을 운용해 정부가 일본은행이 보유한 외화를 구입해줄 것을 요청해 실현시켰다. 또한 세계 각국이 전비를 마련하기 위해 금태환을 정지하자 이에 대응하고 급등하는 물가를 방어하기 위해 일본에서 처음으로 시중은행의 예금금리 협정을 성립시키는 데 진력했다.
이렇게 총재로서의 역할을 수행하면서도 연구회 상무위원으로서 총리대신 하라 다카시와 회담하여 오키 엔키치의 입각을 요청해 실현시키는 등 정치 분야에서도 활약했다.
그리고 1919년 3월 현역 일은 총재인 채로 급서했다. 향년 51세. 묘소는 아오야마 영원에 있다.
| 전임 미시마 미치쓰네 | 제2대 미시마 자작가 당주 1888년 ~ 1919년 | 후임 미시마 미치하루 |

| 전임 다카하시 고레키요 | 제8대 일본은행 총재 1913년 2월 28일~1919년 3월 7일 | 후임 이노우에 준노스케 |

## 같이 보기
- 미시마 미치하루